# Muhamed Seid Serdarević
Muhamed (event. Muhammed) Seid-efendija Serdarević (8. prosince 1882 Zenica, Bosna a Hercegovina – 26. května 1918 Zenica, Bosna a Hercegovina) byl bosenskohercegovský islámský duchovní a pedagog bosňáckého původu.

## Životopis
Pocházel ze starobylé zenické rodiny s tradicí islámské vzdělanosti. V rodném městě absolvoval Sultan Ahmedovu medresu, kde jeho otec Abdulhamid-efendija (1856–1912) působil jako učitel, mudarris. Ve vzdělávání následně pokračoval v Gazi Husrev-begově medrese v Sarajevu (od 1899) a Daru-l-mualliminu (dokončil 1904), přípravce pro učitele v muslimských reformovaných školách, mektebech.
Po dokončení škol se vrátil do Zenice, kde působil jako učitel v reformovaném mektebu (mektebi-ibtidaijje). Roku 1910 se stal šéfredaktorem sarajevského periodika Muallim, měsíčníků stavovské organizace muslimských učitelů (založena 1909 jako Muslimansko muallimsko i imamsko društvo za Bosnu i Hercegovinu). V Sarajevu zůstal do roku 1913, kdy časopis zanikl. Po návratu do Zenice se stal imámem v místní věznici a krátce nato pak mudarrisem v Sultan Ahmedově medrese, kde vystřídal nedávno zesnulého otce. Roku 1914 stal tajemníkem nové stavovské organizace islámských duchovních, Sdružení bosensko-hercegovské ‘ilmijje (Udruženje bosansko-hercegovačke ilmijje). Tehdy mu byl také nabídnut úřad travnického muftího Islámského společenství v Bosně a Hercegovině, který ale z osobních důvodů odmítl.
Přispíval do časopisů Behar, Tarik, Misbah, Biser a Mualim. Byl neúnavným propagátorem moderní vzdělávání mezi muslimskou mládeží, a to i přes odpor konzervativního duchovenstva. Roku 1904 představil reformu mektebů (Preustrojstvo mektebi-ibtidaija), kterou doplnil učebními texty.

## Dílo
- Nauka islama (Nauka islámu, Sarajevo 19??)
- Kratka povijest islama (Stručné dějiny islámu, Sarajevo 1905, původně v čsp. Behar)
- Jedan hadisi-šerif (O jednom vznešeném hadísu, Mostar 1914)
- Dvije opasne socijalne bolesti: prostotucija i alkoholizam (Dva nebezpečné sociální neduhy: prostituce a alkoholismus, Mostar 1915)
- Istinitost božijeg bistva i Muhammedova poslanstva (Pravdivost boží existence a Muhammadova poselství, Mostar 1915)
- Fikh-ul-ibadat: Propisi o osnovnim islamskim dužnostima (Fiqh-ul-ʾibadat: Předpisy o základních islámských povinnostech, Sarajevo 1918 (bosensky v arabském písmu, více vydání), 1968, 1994, 2000)
- U radovima drugih (V pracích druhých, ed. Ejub Dautović, Sarajevo 2013)
- Izabrani radovi (Vybrané spisy, ed. Ejub Dautović, Sarajevo 2013)